# Département de San José de Feliciano
Pour les articles homonymes, voir Feliciano.
Le département de San José de Feliciano est une des 17 subdivisions de la province d'Entre Ríos, en Argentine. Son chef-lieu est la ville de San José de Feliciano.
Le département a une superficie de 3 143 km2. Sa population s'élevait à 14 584 habitants au recensement de 2001.

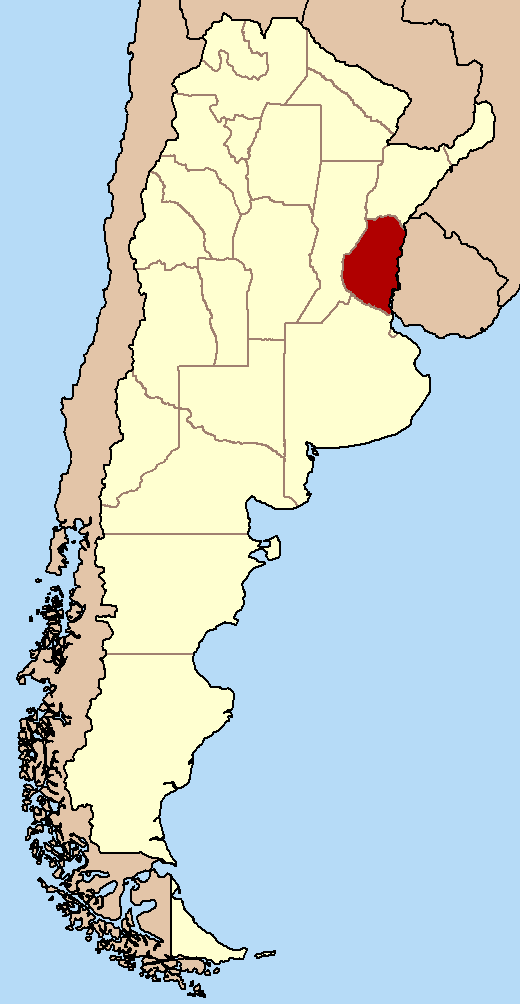
Localisation de la province d'Entre Ríos en Argentine.